# Âm thanh độ phân giải cao

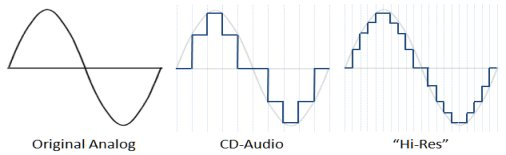
Ảnh miêu tả khả năng tái tạo chi tiết trong âm thanh của các công nghệ

Âm thanh độ phân giải cao (Hi-Res audio hay HD audio) là thuật ngữ về những tệp âm thanh có tốc độ mẫu lớn hơn 44.1kHz hoặc độ sâu bit âm thanh hơn 16bit. Thường ở mức 96 hoặc 192kHz tốc độ mẫu. Tuy nhiên, các bản ghi âm 44,1kHz/24-bit, 48kHz/24-bit và 88,2kHz/24-bit cũng được gắn nhãn Âm thanh HD. Âm thanh độ phân giải cao bắt đầu được nghiên cứu vào cuối thập niên 1980, các bản ghi âm độ phân giải cao ra mắt thị trường từ năm 1996.

## Định nghĩa

Dải động (Dynamic range) và băng thông (Frequency) gần đúng của một số định dạng âm thanh có độ phân giải cao

Âm thanh độ phân giải cao thường được dùng để chỉ các tệp nhạc có tần số lấy mẫu và/hoặc độ sâu bit cao hơn so với mức 44.1kHz/16-bit của Đĩa quang âm thanh số (CD-DA). Hiệp hội Công nghiệp Ghi âm Hoa Kỳ (RIAA) hợp tác với Hiệp hội Điện tử Tiêu dùng, Tập đoàn Giải trí Kỹ thuật số, Viện hàn lâm Khoa học và Nghệ thuật Thu âm Quốc gia, Mạng lưới Nhà nhà sản xuất và kỹ sư Wing đã đưa ra định nghĩa về âm thanh phân giải cao vào tháng 6 năm 2014: "âm thanh nén không tổn hao có khả năng tái tạo toàn bộ phổ âm thanh từ bản ghi đã được nâng cao hơn chất lượng nguồn nhạc mà CD tái hiện lại những gì nghệ sĩ, nhà sản xuất và kỹ sư dự định ban đầu." Trước đó, các định nghĩa đã công bố của Hiệp hội Công nghiệp Công nghệ Thông tin và Điện tử Nhật Bản (JEITA) và Hiệp hội Âm thanh Nhật Bản (JAS) năm 2014 yêu cầu mức thấp nhất là 96kHz/24bit cùng với đó là “Quy trình đánh giá khả năng nghe được yêu cầu bởi mỗi đăng ký”. Các định dạng tệp có hỗ trợ âm thanh độ phân giải cao bao gồm FLAC, ALAC, WAV, AIFF và DSD.

## Lịch sử
Một trong những nỗ lực tiếp thị âm thanh độ phân giải cao  đầu tiên là công nghệ HDCD vào năm 1995, một kỹ thuật mã hóa và giải mã sử dụng CD âm thanh tiêu chuẩn. Sau đó có thêm hai loại đĩa quang mới ưu việt hơn CD-DA về âm thanh là SACD năm 1999 và DVD-Audio năm 2000. Các định dạng này hỗ trợ âm thanh vòm đa kênh. Sau "cuộc chiến định dạng", không có sản phẩm nào trong số này nhận được sự chấp nhận rộng rãi. Sự phát triển hoạt động bán lẻ âm nhạc trực tuyến đầu thế kỷ 21, HDtracks đã giới thiệu tính năng tải xuống âm thanh độ phân giải cao từ năm 2008.
Những nỗ lực tiếp theo nhằm tiếp thị âm thanh độ phân giải cao trên đĩa quang là Blu-ray của Pure Audio năm 2009 và Âm th độ trung thực cao năm 2013. Cuộc cạnh tranh trong lĩnh vực bán lẻ âm thanh phân giải cao trực tuyến được nang tầm khi Neil Young công bố dịch vụ Pono vào năm 2014.

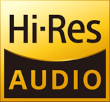
Logo chính thức của các sản phẩm đáp ứng thông số "Âm thanh độ phân giải cao" của JEITA/JAS.

Vào năm 2014, Hiệp hội Công nghiệp Công nghệ Thông tin và Điện tử Nhật Bản (JEITA) đã công bố thông số kỹ thuật và biểu trưng "Hi-Res AUDIO" dùng cho các sản phẩm âm thanh đạt tiêu chuẩn, dưới sự quản lý của Hiệp hội Âm thanh Nhật Bản (JAS). Tiêu chuẩn áp đặt mức tối thiểu với 96kHz tốc độ mẫu và 24bit độ sâu, tiêu chuẩn cho các thiết bị công nghệ tương tự (analog) là 40kHz. Ngoài ra, tiêu chuẩn "Âm thanh không dây độ phân giải cao" cũng yêu cầu tích hợp các bộ giải mã LDAC, LHDC, LC3plus và MQair.
Tính đến  năm 2021, một số dịch vụ âm nhạc trực tuyến như Tidal, Qobuz, Amazon Music và Apple Music đã hỗ trợ phát các tệp âm thanh độ phân giải cao.